# Regina Ermits
Pour les articles homonymes, voir Oja.
Regina Ermits, née Oja, le 31 janvier 1996 à Talinn, est une biathlète estonienne. 

## Biographie
Regina Oja participe à sa première compétition internationale aux Championnats du monde jeunesse 2013, où elle obtient notamment la quatrième place avec le relais estonien.
Elle fait ses débuts individuels en Coupe du monde en novembre 2017 à Östersund, marquant ses premiers points en janvier 2019 à Antholz (38e). 
En janvier 2020, en association avec Rene Zahkna, elle termine deuxième du relais mixte de Pokljuka, significatif de premier podium estonien dans cette discipline en Coupe du monde. Cet hiver, son meilleur résultat individuel est une vingtième place à Nove Mesto.
Regina Oja se marie en 2022 et poursuit sa carrière sous son nouveau nom, Regina Ermits.
Après une remarquable douzième place sur le départ groupé des championnats du monde 2024 à Nove Mesto (Tchéquie), elle signe en décembre de la même année son premier top 10 individuel en Coupe du monde en se classant 8e de l'individuel court à Kontiolahti, grâce à un sans faute au tir.

## Palmarès

### Jeux olympiques
| Édition / Épreuve | Individuel | Sprint | Poursuite | Mass start | Relais | Relais mixte |
| ----------------- | ---------- | ------ | --------- | ---------- | ------ | ------------ |
| Pékin 2022        | 79e        | 56e    | 50e       | —          | 15e    | 16e          |

### Championnats du monde
| Édition / Épreuve       | Individuel | Sprint | Poursuite | Mass start | Relais | Relais mixte | Relais mixte simple |
| ----------------------- | ---------- | ------ | --------- | ---------- | ------ | ------------ | ------------------- |
| Östersund 2019          | 59e        | 81e    | —         | —          | 12e    | 14e          | —                   |
| Antholz-Anterselva 2020 | 68e        | 30e    | 48e       | —          | DSQ    | 15e          | 12e                 |
| Pokljuka 2021           | 62e        | 83e    | —         | —          | 17e    | —            | —                   |
| Oberhof 2023            | 73e        | 64e    | —         | —          | 10e    | —            | —                   |
| Nove Mesto 2024         | 13e        | 25e    | 24e       | 12e        | 4e     | 12e          | —                   |
| Lenzerheide 2025        | 60e        | 51e    | 25e       | —          | 10e    | 13e          | 15e                 |

- — : non disputée par Ermits
- DSQ : disqualifiée

### Coupe du monde
- Meilleur classement général : 48e en 2024.
- Meilleur résultat individuel : 8e.
- 1 podium en relais simple mixte : 1 deuxième place.

#### Classements en Coupe du monde
| Saison    | Individuel | Individuel | Sprint | Sprint   | Poursuite | Poursuite | Mass start | Mass start | Général | Général  |
| Saison    | Points     | Position   | Points | Position | Points    | Position  | Points     | Position   | Points  | Position |
| --------- | ---------- | ---------- | ------ | -------- | --------- | --------- | ---------- | ---------- | ------- | -------- |
| 2017-2018 | 0          | nc         | 0      | nc       | 0         | nc        |            |            | 0       | nc       |
| 2018-2019 | 19         | 46e        | 12     | 82e      | 10        | 77e       |            |            | 41      | 76e      |
| 2019-2020 | 0          | nc         | 60     | 44e      | 5         | 68e       | 6          | 46e        | 71      | 54e      |
| 2020-2021 | 0          | nc         | 0      | nc       | 0         | nc        |            |            | 0       | nc       |
| 2021-2022 | 0          | nc         | 3      | 88e      | 12        | 67e       |            |            | 15      | 91e      |
| 2022-2023 | 0          | nc         | 0      | nc       |           |           |            |            | 0       | nc       |
| 2023-2024 | 0          | nc         | 52     | 41e      | 23        | 54e       | -          | -          | 75      | 48e      |

### Championnats d'Europe
| Édition / Épreuve   | Individuel                       | Super sprint                     | Sprint | Poursuite | Relais                           | Relais mixte                     | Relais mixte simple              |
| ------------------- | -------------------------------- | -------------------------------- | ------ | --------- | -------------------------------- | -------------------------------- | -------------------------------- |
| Otepää 2015         | 21e                              | Épreuve inexistante à cette date | 13e    | 14e       | —                                | Épreuve inexistante à cette date | Épreuve inexistante à cette date |
| Ridnaun 2018        | 66e                              | Épreuve inexistante à cette date | 19e    | 29e       | Épreuve inexistante à cette date | —                                | 4e                               |
| Minsk 2020          | Épreuve inexistante à cette date | 48e                              | DNS    | —         | Épreuve inexistante à cette date | 6e                               | —                                |
| Duszniki-Zdrój 2021 | 39e                              | Épreuve inexistante à cette date | 43e    | 47e       | Épreuve inexistante à cette date | 15e                              | —                                |

- — : non disputée par Ermits
- : pas d'épreuve
- DNS : n'a pas pris le départ